# Оборона Заполярья
Оборона Заполярья (Битва за Заполярье) — боевые действия действия войск Северного, затем Карельского фронта (с 1 сентября 1941 года), а также сил Северного флота и Беломорской военной флотилии ВМФ СССР против немецких и финских войск в Мурманской области, Беломорской Карелии, на Баренцевом, Белом и Карском морях в июне 1941 — сентябре 1944 года.
Немецкое командование планировало захватить важный стратегический пункт на Севере СССР — Мурманск, перерезав Кировскую железную дорогу, разгромить пункты базирования Северного флота ВМФ СССР и завладеть Кольским заливом. Для этого немецкие и финские войска наносили удар по четырём направлениям:
1. Полярный — Мурманск.
2. Алакуртти — Кандалакша.
3. Кестеньга — Лоухи.
4. Ухта — Кемь.

Районы военных (боевых) действий представляли собой горную тундру, с множеством озёр, труднопроходимых болот и обширных пространств, загромождённых валунами, с суровыми климатическими условиями. Влияние на характер и время военных (боевых) действий оказывала полярная ночь.

## Силы сторон

### Германия и Финляндия
- Армия «Норвегия» (15 января 1942 года она была переименована в Армию «Лапландия», с июня 1942 года — «20-я горная армия») под командованием Николауса фон Фалькенхорста (с 1 июня 1942 года — Эдуарда Дитля, с 28 июня 1944 года — Лотара Рендулича) располагалась в Лапландии, включая район Петсамо. В неё входили 5 немецких и 2 финские дивизии. Наступление поддерживали 5-й воздушный флот под командованием генерала Ганса-Юргена Штумпфа (на мурманском направлении около 160 самолётов), а также части ВВС Финляндии (в беломорокарельской полосе наступления).
- Кригсмарине в Северной Норвегии имел на начало войны 5 эсминцев, 3 миноносца, 6 подводных лодок (ПЛ), 1 минный заградитель, 10 сторожевых кораблей, 15 тральщиков, 10 сторожевых катеров (всего 55 единиц). В связи с провалом наступления были переброшены: 1 линкор, 3 тяжёлых и 1 лёгкий крейсер, 2 флотилии эсминцев, 20 подводных лодок, до 500 самолётов[1].

### СССР
- Войска Северного фронта (с 23 августа 1941 года — Карельского фронта):
  - 14-я армия под командованием Валериана Фролова располагалась в Мурманской области и Беломорской Карелии (до Войницы). В составе: 42-й стрелковый корпус (104 сд, 122 сд), 14 сд, 52 сд, 1 тд, 23 ур;
  - 54-я стрелковая дивизия 7-й армии (в Беломорской Карелии от Войницы до Реболы).
- Северный флот (СФ) под командованием Арсения Головко базировался в Баренцевом и Белом морях. В него входили: бригада эскадренных миноносцев (2-дивизионного состава), в состав которой входили 7 эсминцев (5 эсминцев проекта 7 и 2 эсминца типа «Новик»), не считая 1 эсминца типа «Новик», который находился в капитальном ремонте до 1944 года; командир бригады капитан 2-го ранга М. Н. Попов. Также 15 подводных лодок, 2 торпедных катера, 7 сторожевых кораблей, 2 тральщика, 14 малых охотников и 116 самолётов.

## Боевые действия на суше (июнь 1941 — октябрь 1944)
Планируемые операции Германии и Финляндии в Заполярье и Беломорской Карелии в начале войны
- операции «Реннтир» и «Платинфукс» на мурманском направлении (фин. Murmansk — Мурманск);
- операция «Полярфукс» на кандалакшском направлении (фин. Kantalahti — Кандалакша), а также на кестеньгском и ухтинском направлениях.

29 июня 1941 года немецкие и финские войска начали наступление, нанося главный удар на мурманском направлении (см. Мурманская операция 1941 года) и второстепенные на кандалакшском и лоухском направлениях. Советские войска к 4 июля отошли на рубеж обороны на реку Западная Лица, где немцы были остановлены 52-й стрелковой дивизией и частями морской пехоты (спешно сформированными 1-м и 2-м добровольческими отрядами моряков-североморцев). Огромную роль в срыве немецкого наступления на Мурманск сыграл десант в губе Большая Западная Лица (1941). На кандалакшском и лоухском направлениях советские войска остановили продвижение немецко-финских войск, которым не удалось выйти к железной дороге, и они были вынуждены перейти к обороне.

Большую роль в успехе советской обороны сыграла работа, проведённая в 1940—1941 году под руководством первого секретаря Мурманского обкома ВКП(б) М. И. Старостина и комбрига К. Р. Синилова, которые создавали укрепления Мурманского пограничного округа и Кандалакшского укрепрайона. Безуспешная попытка нацистских войск взять Мурманск в первые дни войны показала, что это было сделано вовремя и правильно. В дневнике, где Максим Иванович Старостин ежедневно в течение всей войны описывал происходящие события, есть запись: 
28 января 1942 г. Взятый в плен ефрейтор пехотного полка заявил: «Ваши действия на Мурманском направлении очень удачны. Можно утверждать, что это единственное место на фронте, где с самого начала войны наши части не сумели продвинуться вперед. Вы нанесли нам большие потери». На Кандалакшском направлении настроение солдат, судя по показаниям пленных, не лучше. Солдат, взятый в плен, показал: «Нам обещали взять Кандалакшу за 12 дней и дойти до Белого моря, но до сих пор не сумели этого сделать, хотя прошло уже 6 месяцев. Настроение солдат подавленное — они не ожидали такого упорного сопротивления русских».
Военные действия в Заполярье возобновились 8 сентября 1941 года. Не добившись успеха на кандалакшском и лоухском направлениях, командование Армии «Норвегия» в соответствии с приказом ставки вермахта перенесло главный удар на мурманское направление. Но и здесь наступление усиленного немецкого горнострелкового корпуса провалилось. Северная группа немцев, наступавшая на Полярный, за 9 дней смогла продвинуться всего на 4 км. Южной группе при поддержке авиации удалось к 15 сентября перерезать дорогу Титовка — Мурманск и создать угрозу выхода в район Мурманска. Однако 14-я армия частью своих сил (1-я Полярная стрелковая дивизия) при поддержке авиации и артиллерии Северного флота 17 сентября нанесла контрудар, разгромила 3-ю горнострелковую дивизию, отбросив её остатки за реку Западная Лица, и переломила ход военных действий за оборону города Мурманска в пользу войск Карельского фронта. После этого немецкое командование прекратило наступление на Мурманск. Немцы, не сумев прорвать оборону РККА в районе полуостровов Средний и Рыбачий, закрепились на одноимённом плато и хребте Муста-Тунтури в 40 километрах в направлении Мурманска, превратив их в цитадель с глубоко эшелонированной (в четыре ряда укреплений и заграждений) обороной. В теле хребта были вырублены окопы и траншеи в полный рост, устроены бомбоубежища, склады боеприпасов, штабы, госпитали и проч. Укрепления длиной около четырёх километров в монолитной гранитной скале, местами возвышающейся над морем на 260 метров, были оборудованы орудиями, миномётами, ДОТами, стационарными, дистанционно управляемыми огнемётными установками. По плато к побережью были проложены дороги. В течение трёх с лишним лет тут шли непрерывные ожесточённые и кровопролитные бои. Высота 115,6 хребта имеет своё собственное имя «Погранзнак» и больше известна, как место, где всю войну советские солдаты сохраняли в неприкосновенности пограничный знак А-36 бывшей советско-финской границы.
Потерпев неудачу в наземной наступательной операции на Мурманск, германское командование решило уничтожить его с воздуха, совершая до 15—18 налетов в день. За годы обороны города на него было сброшено 185 тысяч бомб в ходе 792 авиационных налетов. Таким образом, Мурманск стал вторым после Сталинграда по количеству использованных взрывчатых веществ на квадратный метр территории. При этом уже с июля 1941 года было принято решение использовать порт для приёма поставок Союзников по лендлизу. Мурманчане круглосуточно загружали и разгружали корабли, ремонтировали военную технику, изготавливали оружие. Всего за время войны Мурманский порт принял 250 судов, обработал 2 миллиона тонн различных грузов. Было отремонтировано 645 боевых кораблей и 544 торговых судна, переоборудовано 55 гражданских судов в тральщики и вспомогательные корабли. За три года рыбакам удалось выловить 850 тысяч тонн рыбы, которой снабжали весь фронт. В защите Мурманска от немецких авианалетов с сентября по ноябрь 1941 года участвовали также британские лётчики (операция «Бенедикт»).
С 1942 года в приграничной норвежской области Финнмарк начала действовать разведывательная сеть, созданная сотрудниками УНКВД Мурманской области под руководством опытного чекиста А. Ф. Ручкина совместно с норвежскими патриотами. Она развернула партизанскую войну в тылу противника силами диверсионных и разведывательных групп. Благодаря полученным от них данным было уничтожено от 80 до 120 немецких военных кораблей. Также советским чекистам удалось предотвратить операции «Кемаль», «Карелия», «Ревматизм» и другие, которые в 1941 по 1944 годы финны разрабатывали вместе с германскими разведслужбами на Карельском и Ленинградском фронтах с целью совершения диверсий на Мурманской и Обозерской железных дорогах, маяков на советском побережье Ладожского озера и Финского залива.
Весной 1942 года обе стороны готовили наступательные действия: немцы с целью захватить Мурманск, советские войска — с целью отбросить противника за линию границы. Первыми перешли в наступление советские войска. В ходе Мурманской операции (1942) и морского десанта в губе Большая Западная Лица добиться решительного успеха не удалось.
18 июня 1942 года Мурманск был подвергнут варварской бомбардировке: немецкие самолёты сбрасывали на деревянный город зажигательные бомбы, а чтобы затруднить борьбу с пожарами, использовали также осколочные и фугасные бомбы.
Тем не менее запланированное немецкое наступление также было сорвано, и фронт в Заполярье стабилизировался до октября 1944 года.
В ненастную ночь 10 октября 1944 начался штурм немецких укреплений на Муста-Тунтури с нескольких направлений, в том числе в обход. Самая трудная задача выпала на долю 614-й отдельной штрафной роты, по численности равной батальону или полку: 750 человек. В тяжёлых погодных условиях для отвлечения внимания противника, она должна была снизу, с моря, со стороны полуострова Средний, карабкаясь вверх по отвесной стене сквозь колючую проволоку и пулемётный огонь, штурмовать высоту 260.0, чтобы овладеть вершиной, господствующей над Малым хребтом. По воспоминаниям капитана 1-го ранга Манакова Николая Александровича, до 70 % личного состава роты погибли или получили ранения, но дали возможность другим частям захватить хребет и общими усилиями советских войск очистить западную часть Кольского полуострова от захватчиков. Отсюда с берегов реки Западная Лица войска Карельского фронта начали изгнание немецких войск из Кольского Заполярья и освобождение территории Северной Норвегии.

## Морские сражения (сентябрь 1941 — октябрь 1944)
По мобилизационному плану в состав Северного флота ВМФ СССР в июне — августе 1941 года зачислили 29 сторожевых кораблей (СКР) и 35 тральщиков, переоборудованных из рыболовных траулеров, 4 минных заградителя и 2 СКР — бывшие ледокольные пароходы, 26 сторожевых катеров и 30 катеров-тральщиков, переоборудованных соответственно из дрифтерботов и мотоботов.
Во второй половине 1941 года экспедициями особого назначения ЭОН-11 и ЭОН-15 Северный флот пополнили 8 подводных лодок, 6 торпедных и 4 сторожевых катера с Краснознамённого Балтийского флота. В период с 1942 года по январь 1943 года экспедицией ЭОН-17 к ним добавились ещё 8 подводных лодок горьковского завода № 112 (5 из них до лета 1943 года достраивались на северодвинском заводе № 402). В течение первой половины 1943 года экспедицией ЭОН-19 с Тихоокеанского флота по Севморпути на Северный флот было переброшено ещё 5 подводных лодок.
На время начала боевых действий в Заполярье Германия и Финляндия в данном районе крупными боевыми кораблями не располагали. Только 10 июля 1941 года в Киркенес прибыла 6-я флотилия эскадренных миноносцев кригсмарине: Z-4, Z-7, Z-10, Z-16, Z-20.
Первая операция ими была предпринята 12—13 июля. 13 июля эсминцы в районе острова Харлов атаковали советский конвой в составе траулеров РТ-67 и РТ-32 (суда ЭПРОН), буксировавшие подводные топливные ёмкости (по другим источникам — судоподъёмные понтоны) из Мурманска в Йоканьгу, охраняемые сторожевым кораблём «Пассат» (командир В. Л. Окуневич) — бывшим рыболовным траулером, вооруженным двумя 45-мм пушками 21-К и двумя пулемётами «Максим» («Пассат» погиб, не спустив флага, РТ-67 тоже погиб). Вторая операция была проведена 22—24 июля у Териберки, немцы потопили гидрографическое судно «Меридиан». В третьем походе 10 августа 3 эсминца атаковали находившийся в дозоре на кильдинском плёсе сторожевой корабль «Туман» (погиб). После налёта авиации ВВС Северного флота, Z-4 получил серьёзные повреждения и корабли вернулись в базу. Боевая деятельность 6-й флотилии на этом закончилась, и её корабли направились на ремонт в Германию.
В конце 1941 года на ТВД появляется 8-я флотилия в составе эсминцев: Z-23, Z-24, Z-25, Z-27. Её корабли предприняли операцию против транспортов и кораблей конвоя PQ-6, но боевого успеха не имели. Немецкие эсминцы пытались атаковать конвои Союзников. При нападении немецких сил на конвой PQ-13 эсминцы «Сокрушительный» и «Гремящий» обнаружили немецкие корабли и открыли огонь. Эсминец Z-26 получил попадание снаряда с советского эсминца и был вынужден скрыться в снежном заряде. Однако вскоре немцы вернулись и атаковали конвой. Им удалось повредить английский лёгкий крейсер «Тринидад», но при этом в бою с английскими и советскими кораблями был потерян эсминец Z-26.
Первый союзный конвой, прибывший в Архангельск 31 августа 1941 года, именовался «Дервиш» — позже получил шифр PQ-0 (после введения литерных обозначений для союзных арктических конвоев). Он состоял из 6 транспортов, 1 судна обеспечения (танкера) и кораблей охранения: 1 авианосца, 2 крейсеров, 2 эскадренных миноносцев, 4 сторожевых кораблей и 3 тральщиков.
За первый год войны из Англии и Исландии в порты Белого моря были проведены 7 конвоев (PQ-0…PQ-6). Прибыли 53 транспорта, включая советские. Из советских портов в Англию отправлено 4 конвоя (QP-1…QP-4). Всего ушло 47 транспортов.
С весны 1942 года немецкое командование развернуло активные действия на море. В Северной Норвегии немцы сосредоточили крупные силы флота. С марта 1942 года против каждого союзного конвоя немцы проводили специальную морскую и воздушную операцию. Однако КВМФ Великобритании при поддержке Северного флота ВМФ СССР, а также американских кораблей сорвали планы кригсмарине и люфтваффе изолировать СССР на Севере от Великобритании и США.
5-й воздушный флот и финские ВВС на тот период насчитывали в общей сложности до 900 самолётов, из которых свыше 150 машин действовали против кораблей Союзников.
19 июля 1942 года в Ура-Губе 9 немецких самолётов атаковали сторожевой корабль «Штиль» (погиб).
20 июля у входа в Екатеринескую гавань (где находилась главная база флота «Полярный») 11 самолётов противника потопили эсминец «Стремительный».
По транспортам и кораблям охранения PQ-18 в течение 18—21 сентября 1942 года немецкая авиация совершила более 125 самолётовылетов. 20 ноября 1942 года во время шторма при проводке конвоя QP-15 гибнет эсминец «Сокрушительный».
С 1942 года стала нарастать активность подводных лодок, число которых на ТВД доходило до 26.
16 августа 1942 года — начало немецкой операции «Вундерланд»: тяжёлый крейсер «Адмирал Шеер» вышел из Нарвика с целью срыва коммуникаций СФ. 26 августа у острова Белуха в Карском море уничтожил ледокол «Александр Сибиряков», 27 августа обстрелял советскую базу Порт Диксон, повредив 2 стоявших там корабля.
Сентябрь 1942 года — немецкая операция «Царица» (нем. Unternehmen Zarin): постановка мин в проливе Маточкин Шар. «Адмирал Хиппер», приняв 96 мин, 24 сентября 1942 года в сопровождении 4-х эсминцев вышел в поход из Алта-фьорда. 27 сентября вернулся в Ко-фьорд, выполнив поставленную задачу (существует вероятность, что именно эти минные заграждения стали причиной гибели советской ПЛ К-1 в 1943 году).
В октябре 1942 года боевой состав Северного флота пополнился пришедшими с Тихоокеанского флота по Севморпути в составе ЭОН-18 лидером «Баку» и двумя эсминцами проекта 7 («Разумным» и «Разъярённым»).
В 1942 году Союзники передали СССР семь тральщиков типа «АМ» и пять типа «ММС», а в следующем году — десять кораблей типа «АМ». Также были получены 43 больших охотника за подводными лодками типа «SC», 52 торпедных катера типов «Хиггис», «Воспер», «ЭЛКО».
Крупное пополнение СФ получил в 1944 году, когда в счёт доли СССР в разделе итальянского флота Союзники временно передали 9 эсминцев (американской постройки 1918—1920 годов), линкор «Архангельск» (англ. HMS Royal Sovereign) и 4 подводных лодки британского флота типа «В» (обозначение присвоенное данным британским ПЛ в ВМФ СССР; одна ПЛ под командованием И. И. Фисановича не дошла — англ. HMS Sunfish типа S серии II, остальные три ПЛ были типа U), а также американский лёгкий крейсер «Мурманск» (англ. USS Milwaukee). Из прибывших и уже имевшихся кораблей в сентябре 1944 г. была сформирована эскадра Северного флота ВМФ СССР. 16 января 1945 года один из полученных в счёт репараций эсминцев — «Деятельный» (англ. USS Herndon, затем HMS Churchill), погиб при проводке внутреннего арктического конвоя КБ-1.
В ноябре 1944 года возвратился в строй эсминец «Карл Либкнехт», стоявший на капремонте с 1940 года на СРЗ «Красная кузница» в Архангельске.
За годы ВОВ Северный флот обеспечил проводку на внутренних водных путях 1471 конвоя, в которых насчитывалось 2569 транспортных судов, при этом торговый флот потерял 33 судна (19 из них от атак подводных лодок).

## Выход Финляндии из войны
В феврале 1944 года финское правительство послало своего представителя Паасикиви в Стокгольм для выяснения через советского посла в Швеции А. М. Коллонтай условий выхода Финляндии из войны.
19 февраля Паасикиви получил советские условия — разрыв отношений с Германией, восстановление советско-финского договора (то есть — границы) 1940 года, перевода финской армии на мирное положение, возмещение нанесенного Советскому Союзу ущерба в размере 600 млн долл. и передача СССР Петсамо. 19 апреля советские условия были отклонены.
2 июля 1944 года с речи по радио премьером Линкомиесом — Германии было дано обязательство о не заключении сепаратного мира с СССР. 10 июня начинается Выборгская наступательная операция советских войск — 20 июня Выборг освобожден.
19 июня Финское правительство обратилось с просьбой немецкому правительству, чтобы оно срочно направило в Финляндию 6 дивизий и значительное количество авиации. Немецкое командование выполнить эту просьбу не смогло.
21 июня начинается Свирско-Петрозаводская наступательная операция — 28 июня Петрозаводск освобождён.
1 августа президент Рюти подал в отставку. 5 августа сейм избирает президентом Маннергейма. 8 августа сформировано новое правительство во главе с А. Хакцеллем, которое заявило, что не считает себя связанным обязательством, данным Гитлеру Рюти.
25 августа финское правительство попросило Советское правительство принять делегацию в Москве, чтобы договориться о перемирии или о заключении мира между Финляндией и Советским Союзом. Советское правительство дало согласие на переговоры при обязательном принятии Финляндией предварительного условия. Финское правительство должно публично заявить, что оно разрывает отношения с Германией и потребует вывода немецких войск из пределов страны не позже 15 сентября. Это предварительное условие было принято. Финляндия с утра 5 сентября 1944 года прекратила военные действия. 19 сентября было подписано соглашение о перемирии. Финляндия обязывалась перевести армию на мирное положение, распустить организации фашистского типа, предоставить СССР в аренду территорию Порккала-Удд (близ Хельсинки) для одноимённой ВМБ, возместить убытки в размере 300 млн долларов.

## Петсамо-Киркенесская операция
7 октября 1944 года советские войска перешли в наступление, нанося главный удар силами 99-го и 131-го стрелковых корпусов, поддержанных танками, артиллерией, самоходными орудиями и авиацией на Луостари — Петсамо.
Преследуя отступающие немецкие войска, бойцы и командиры 14-й армии при поддержке кораблей и морской пехоты Северного флота выбили немцев с укреплённых позиций на «Гранитном валу», из области Петсамо, освободили район горных разработок Колосйоки и перейдя границу с Норвегией — 25 октября город Киркенес, а 29-го Нейден и Наутси на границе с Финляндией.
К 1 ноября 1944 года активные боевые действия в Заполярье закончились. Провинцию Финнмарк севернее Нейдена освобождали от остатков отступающих немецких войск Норвежские полицейские силы, сформированные Правительством Норвегии в изгнании.

## Память об обороне Заполярья
Войска Нацистской Германии потеряли в Заполярье около 100 тысяч солдат и офицеров, 2000 самолётов и более 800 боевых и транспортных судов, но не смогли взять Мурманск и помешать действиям Северного флота и поставкам Союзников для РККА и гражданского населения СССР. 5 декабря 1944 года Указом Президиума Верховного Совета СССР по инициативе первого секретаря Мурманского обкома ВКП(б) М. И. Старостина была учреждена медаль «За оборону Советского Заполярья», которой были награждены более 350 тысяч участников боев и тружеников тыла.
К 30-летию освобождения Заполярья от нацистских войск, 19 октября 1974 года, в Мурманске, на сопке Зелёный Мыс, возвышающейся над городом и Кольским заливом на 173 метра, был открыт мемориал «Защитникам Советского Заполярья в годы Великой Отечественной войны». Инициатором сбора средств на сооружение памятника стал коллектив плавмастерской «Резец». Проект комплекса был разработан архитектором И. А. Покровским и скульптором И. Д. Бродским.
В год 40-летия Победы Мурманску было присвоено звание «Город-герой». Мурманск отмечен на аллеях городов-героев во многих городах, получивших это звание.
В конце июня 1941 года немецкие части столкнулись с ожесточенным сопротивлением воинов 135-го стрелкового полка (14-й стрелковой дивизии), оборонявшего на перешейке на хребте Муста-Тунтури проход на полуострова Средний и Рыбачий. Обороняющиеся сначала практически полностью уничтожили разведгруппу и затем нанесли серьезные потери при попытке взятия высоты. По информации немецкого историка Ганса Рюфа, 2-я рота 136-го горнопехотного полка, которой командовал обер-лейтенант Роде, потеряла в этой короткой схватке 16 человек убитыми и 11 раненными. Это было больше, чем её общие потери за всю Польскую кампанию.
Двух оставшихся в живых после взятия высоты советских военных расстреляли, запечатлев это на фотопленку. По оценкам исследователей, это стало своеобразной местью за большие потери, «для поднятия боевого духа солдат». Позже фотография стала известна, благодаря бесстрашию, с которым бойцы держались перед расстрелом. Это вызвало интерес: историки и краеведы повторили маршрут 2-й горнопехотной дивизии вермахта и отыскали останки героев.